# Clarks Grove (Minnesota)
Clarks Grove es una ciudad ubicada en el condado de Freeborn en el estado estadounidense de Minnesota. En el Censo de 2010 tenía una población de 706 habitantes y una densidad poblacional de 464,38 personas por km².

## Geografía
Clarks Grove se encuentra ubicada en las coordenadas 43°45′46″N 93°19′41″O / 43.76278, -93.32806. Según la Oficina del Censo de los Estados Unidos, Clarks Grove tiene una superficie total de 1.52 km², de la cual 1.42 km² corresponden a tierra firme y (6.47%) 0.1 km² es agua.

## Demografía
Según el censo de 2010, había 706 personas residiendo en Clarks Grove. La densidad de población era de 464,38 hab./km². De los 706 habitantes, Clarks Grove estaba compuesto por el 93.91% blancos, el 0.57% eran afroamericanos, el 0.42% eran amerindios, el 0.42% eran asiáticos, el 0% eran isleños del Pacífico, el 2.41% eran de otras razas y el 2.27% pertenecían a dos o más razas. Del total de la población el 6.8% eran hispanos o latinos de cualquier raza.